# فرودگاه گرنوآ سنتنیا
فرودگاه گرنوآ سنتنیا (به انگلیسی: Grenora Centennial Airport) یک فرودگاه همگانی است که یک باند فرود چمن دارد و طول باند آن ۷۹۲ متر است. این فرودگاه در کشور ایالات متحده آمریکا قرار دارد و در ارتفاع ۶۵۴ متری از سطح دریا واقع شده است.